# オビド・ジェボフ
オビド・ジェボフ（Obid Dzhebov 1998年3月30日- ）はタジキスタンの柔道選手。ロシア出身。階級は66kg級。

## 経歴
2019年までロシアの選手として国際大会に60㎏級で出場するも際立った成績を残せなかったが、その後タジキスタンに国籍を変更すると、2023年のグランプリ・ドゥシャンベ66㎏級でIJFワールド柔道ツアー初優勝を飾った。2024年のパリオリンピックはライバルのヌラリ・エモマリとの代表争いに敗れて出場できなかった。2025年の世界選手権では準々決勝でオリンピック2連覇の阿部一二三に内股すかしで一本勝ちして、同じ階級の外国人選手としては2019年のグランドスラム・パリにおけるイタリアのマヌエル・ロンバルド以来、5年ぶりに阿部を破ることになった。その後の準決勝ではエモマリに技ありで敗れるも3位となった。
IJF世界ランキングは3436ポイント獲得で4位(25/6/2現在)。

## 主な戦績
- 2023年 - グランプリ・ドゥシャンベ　優勝
- 2023年 - グランドスラム・ウランバートル　2位
- 2024年 - グランドスラム・アンタルヤ　3位
- 2024年 - グランドスラム・ドゥシャンベ　2位
- 2024年 - グランドスラム・アブダビ　3位
- 2024年 - グランドスラム・東京　3位
- 2025年 - アジア選手権　3位
- 2025年 - グランドスラム・ドゥシャンベ　優勝
- 2025年 - 世界選手権　3位

(出典、)